# Vratislav Slezák
Vratislav Jiljí Slezák (29. února 1932 Neratovice – 16. března 2020) byl český germanista, polonista a literární překladatel z němčiny, jenž se stal v roce 2013 s přihlédnutím ke své celoživotní práci a překladům Hermanna Hesseho laureátem Státní ceny za překladatelské dílo. V roce 2017 byl pak společně s českým anglistou a překladatelem Radoslavem Nenadálem uveden do síně slávy české Obce překladatelů.

## Život a dílo
Po maturitě v roce 1951 vystudoval germanistiku a polonistiku na Filozofické fakultě Univerzity Palackého v Olomouci, svoje studia završil úspěšně roku 1969/1970 malým doktorátem (PhDr.). Od roku 1967 byl zaměstnán na zahraničním odboru ministerstva kultury ČR. Záhy přešel na Fakultu radiotechniky ČVUT v Poděbradech. Od roku 1981 působil jako vysokoškolský učitel cizích jazyků na Vysoké škole zemědělské v Praze. Učil rovněž v Teologickém konviktu v Litoměřicích a po obnovení Katolické teologické fakulty Univerzity Karlovy v Praze přešel na tuto fakultu. Zde působil až do odchodu do důchodu v roce 2007.
Dle Národní knihovny České republiky (NK ČR) je – k roku 2017 – autorem několika desítek literárních překladů z německého jazyka. Mezi literáty, které úspěšně převedl do češtiny, patří výběrově: Thomas Mann (např. Kouzelný vrch jako Čarovná hora), Hermann Hesse, Heinrich Böll, Friedrich Dürrenmatt, Alfred Döblin, Peter Handke, Joseph Ratzinger aj. Do němčiny zase naopak převedl teologicky zaměřenou knihu českého filosofa a teologa Tomáše Halíka (Vzdáleným nablízku), a to pod názvem Geduld mit Gott: Die Geschichte von Zachäus heute.
Od roku 1946 byl členem skautského oddílu Dvojka, vedeného Jaroslavem Foglarem. Jeho skautská přezdívka byla „Vráťa“.

## Ocenění díla
V roce 2013 obdržel Státní cenu za překladatelské dílo (za celoživotní dílo s přihlédnutím k překladům Hermanna Hesseho)
V roce 2017 byl uveden do síně slávy České obce překladatelů.

## O němčině
V rozhovoru s redaktorem Milošem Szabo uvedl pro Katolický týdeník (č. 32/2013) o německém jazyce následující:
„Když jsem se po maturitě rozhodl studovat právě němčinu, nebylo to jednoduché: v poválečné době přetrvával značný odpor vůči všemu německému, i když žádný jazyk nemůže přece nést vinu na tom, je-li zneužíván k nekalým cílům a prohlášením. Přesto mě jako rodilého Čecha lákalo právě to, co k nám Čechům historicky vždycky patřilo, a tím byla v našich zemích dvojjazyčnost: hlásím se k tomu, že jsem Čech, ale ve smyslu Böhme. V této půvabné zemi, na níž si dal Hospodin velmi záležet a kterou velmi uctívám, je pro mě Čech každý, kdo v ní žije, poctivě pracuje a zvelebuje ji, ať mluví jakýmkoli jazykem: česky, německy, vietnamsky… Jsem zásadně zemský, nikoli nacionální vlastenec.“